# Nuno André Coelho
Não confundir com Nuno Miguel Prata Coelho.
Nuno André da Silva Coelho mais conhecido por Nuno André Coelho (Paço de Sousa, 7 de Janeiro de 1986), é um futebolista Português do Desportivo de Chaves. Atualmente joga como Defesa Central.

## História
Enquanto jogador do Futebol Clube do Porto esteve emprestado a vários clubes; em que em 2008/2009 esteve ao serviço do Clube de Futebol Estrela da Amadora, voltando no final da mesma época para o Futebol Clube do Porto.
Representou a selecção nacional nas suas várias camadas por diversas vezes (num total de 28 partidas), tendo sido convocado na primeira convocatória do escalão sub-23, em Outubro de 2009
A 4 de Julho de 2010, foi confirmada a sua saída para o Sporting, em troca de João Moutinho, capitão do Sporting
A de 15 Agosto de 2012 foi convocado para equipa principal da Selecção Portuguesa de Futebol numa partida amigável com o Panamá. Contudo não viria a sair do banco de suplentes.

### Chaves
No dia 21 de janeiro de 2017 o Chaves anunciou Nuno André Coelho como reforço, com contrato válido até ao final da temporada.